# 波來古市
波来古市（越南语：／），又译“比里高市”、“百里居市”、“波莱古市”，是越南西原嘉莱省省莅。

## 地理
波来古市东接得都阿县，西接亚格来县，南接诸博容县，北接诸巴县。

## 历史
1976年2月，波来古市社划归嘉莱-崑嵩省管辖。
1981年8月17日，波来古市社增设茶多社、延富社；新平社划归芒杨县管辖，和富社划归诸巴县管辖；芒杨县诸亚社、诸交社2社划归波来古市社管辖。
1991年8月12日，嘉莱-崑嵩省重新分设为崑嵩省和嘉莱省；波来古市社划归嘉莱省管辖并成为嘉莱省莅。
1996年11月11日，诸交社析置新山社，扁湖社和诸巴县亚梢社析置义兴社，划归波来古市社管辖；诸交社和义兴社划归诸巴县管辖。
1998年3月12日，波来古市社被评定为三级城市。
1999年4月24日，波来古市社改制为波来古市。
1999年8月11日，华闾坊析置西山坊，延鸿坊析置亚克容坊。
2000年11月9日，扁湖社析置安世坊，茶柏社析置茶柏坊，并更名为诸赫容社。
2002年5月13日，亚格来县亚更社划归波来古市管辖。
2006年9月15日，诸亚社析置胜利坊。
2008年4月17日，统一坊析置栋多坊，会富坊和茶柏坊析置扶董坊，亚更社部分区域划归诸赫容社管辖，诸赫容社析置枝陵坊。
2009年2月25日，波来古市被评定为二级城市。
2020年1月10日，诸赫容社并入枝陵坊。
2020年1月22日，波来古市被评定为一级城市。
2024年9月28日，越南国会常务委员会通过决议，自2024年11月1日起，新山社并入海湖社。

## 行政区划
波來古市下辖14坊7社，市人民委员会位于西山坊。
- 枝陵坊（Phường Chi Lăng）
- 延鸿坊（Phường Diên Hồng）
- 栋多坊（Phường Đống Đa）
- 华闾坊（Phường Hoa Lư）
- 会富坊（Phường Hội Phú）
- 会商坊（Phường Hội Thương）
- 亚克容坊（Phường Ia Kring）
- 扶董坊（Phường Phù Đổng）
- 西山坊（Phường Tây Sơn）
- 胜利坊（Phường Thắng Lợi）
- 统一坊（Phường Thống Nhất）
- 茶柏坊（Phường Trà Bá）
- 安杜坊（Phường Yên Đỗ）
- 安世坊（Phường Yên Thế）
- 安富社（Xã An Phú）
- 海湖社（Xã Biển Hồ）
- 诸亚社（Xã Chư Á）
- 延富社（Xã Diên Phú）
- 奥社（Xã Gào）
- 亚更社（Xã Ia Kênh）
- 茶多社（Xã Trà Đa）

## 人口
自古以來，波来古市居住着嘉莱族和布娄族等當地原住民（後被越南歸為西原少数民族），近些年越南的主體民族京族逐漸在當地佔據了主導地位。

## 交通
波来古市交通较为便利，14号国道穿过南北，分别与邦美蜀市和崑嵩市相连，19号国道穿越东西，分别通向平定省和柬埔寨。郊区拥有一个波来古机场，越南战争时为美军的空军基地。